# Wiktoryn Honbicki
Wiktoryn Honbicki (zm. 1527) – przedstawiciel szlachty księstwa opolskiego, starosta prudnicki (1502–1527), urzędnik księcia Jana II Dobrego.

## Życiorys
Pochodził z Honbic. Miał braci Henryka i Wacława.
21 września 1502 książę Jan II Dobry wziął go na swoją służbę i przekazał mu w zarząd zamek w Prudniku wraz z rogatką, opłatą zbożową i nowym stawem założonym na koszt księcia. Honbicki zobowiązał się do wystawienia dwóch koni i dwóch knechtów, gdyby nawet książę zwolnił go ze służby. Do jego obowiązków należało militarne wsparcie księcia w sytuacjach tego wymagających, za które książę miał wypłacić żołd dla 6 konnych i za wszelkie szkody. Według aktu z 21 września 1502 powinnością Honbickiego było również zaopatrzenie rycerzy w jedzenie i paszę dla koni ze środków pochodzących z dostaw i kontrybucji. Powinnością jego była również kwestia naprawy gontami dachu zamku w Prudniku. Od 1512 był właścicielem Niemysłowic.
Z informacji zawartych w Księdze miejskiej miasta Prudnika wynika, że Hobnicki zmarł w 1527. Funkcję starosty pełnił dożywotnio. Jego następcą na tym stanowisku został Walentyn Prószkowski.